# Granada (Coahuila)
Granada es una localidad del estado mexicano de Coahuila. Es parte del municipio de Matamoros.

## Demografía
| Gráfica de evolución demográfica |
|                                  |

| Censo | Población |
| ----- | --------- |
| 1900  | 293       |
| 1910  | 398       |
| 1921  | 421       |
| 1930  | 298       |
| 1940  | 556       |
| 1950  | 583       |
| 1960  | 743       |
| 1970  | 629       |
| 1980  | 973       |
| 1990  | 1 122     |
| 2000  | 1 210     |
| 2010  | 1 286     |
| 2020  | 1 335     |